# Chaos in der alten Welt
Chaos in der alten Welt (engl.: Chaos in the Old World, alternative Schreibung: Chaos in der Alten Welt) ist ein Fantasy-Brettspiel von Eric M. Lang aus dem Jahr 2009, das dem Warhammer-Fantasy-Universum entstammt. In Deutschland wird es seit 2009 vom Heidelberger Spieleverlag vertrieben und erhielt verschiedene Auszeichnungen. In Chaos in der alten Welt übernehmen die Spieler die Rolle eines von vier Chaosgöttern, die sich um die Vorherrschaft einer untergegangenen Welt streiten. Die Götter versuchen, sich Regionen des Spielfelds Untertan zu machen und ihre Mitspieler zugleich daraus zu verdrängen. Jede Gottheit bringt dabei besondere Stärken ins Spiel ein und muss jeweils unterschiedliche Ziele erfüllen, um das Spiel zu ihren Gunsten zu wenden.

## Spielinhalt

Ansicht von Spielplan und Schachtelinhalt

Die Spielschachtel (siehe Bild) enthält ein großes Spielbrett (60 × 90 cm), auf dem vier sogenannte Bedrohungsräder aufgebracht sind. Die vier Spieler teilen sich insgesamt 45 modellierte Weichplastik-Miniaturen (Tabletop-Figuren vergleichbar) in 9 verschiedenen Formen. Daneben liegen dem Spiel fünf Spielwürfel, 175 Markierungssteine aus Karton und 125 Spielkarten in zwei Größen bei, die im Spiel verschiedene Funktionen erfüllen.

## Spielablauf
Jeder Spieler repräsentiert eine der vier Gottheiten (mit den aus dem Warhammer-Fantasy-Universum bekannten Namen Khorne, Tzeentch, Nurgle und Slaanesh), der eine bestimmte Anzahl an Machtpunkten zur Verfügung steht. Die Gottheit benötigt diese Punkte, um eigene Anhänger (Kultisten, Krieger oder Dämonen) in bestimmte Regionen zu beschwören, oder um Spielkarten auf den Plan auszuspielen, die die Bedingungen für eine Region verändern (so bringt ein Land beispielsweise am Ende der Runde mehr Punkte als zuvor). In der anschließenden Kampfphase versuchen sich die Anhänger der verschiedenen Götter in kämpferischen Auseinandersetzungen gegenseitig aus den Regionen zu verdrängen. Darüber hinaus werden vom Spiel (über den sogenannten Alte-Welt-Stapel) jede Runde verschiedene Zufallsereignisse ausgelöst. Außerdem existieren verschiedene Markierungssteine (die Bauern, Skaven, Adlige oder Ritter repräsentieren), die die Bedingungen auf dem Spielplan individuell verändern.

### Spielziel
Ein Spieler kann das Spiel gewinnen, indem er eine bestimmte Anzahl von Siegespunkten erreicht oder es ihm gelingt, sein (auf dem Spielbrett aufgebrachtes) Bedrohungsrad um eine bestimmte Anzahl an Drehungen voranzutreiben. Siegespunkten können durch das Beherrschen oder – im späteren Verlauf des Spiels – endgültiges Verheeren (Verderben) einzelner Regionen der „alten Welt“ gesammelt werden. Um das eigene Bedrohungsrad weiterzudrehen, muss jeder Spieler individuelle Bedingungen erfüllen, beispielsweise pro Runde eine bestimmte Anzahl gegnerischer Anhänger töten: Jede Drehung des Bedrohungsrads gewährt dem Spieler darüber hinaus individuelle Vorteile, beispielsweise eine Verstärkung der eigenen Spielfiguren. Auch das Spiel selbst hat die Möglichkeit, gegen die Spieler zu gewinnen, wenn es diesen nicht gelingt, innerhalb einer bestimmten Rundenzahl ihre Siegesbedingungen zu erfüllen.

## Erweiterung
2011 erschien mit Die Gehörnte Ratte (engl.: The Horned Rat) eine Erweiterung zum Grundspiel. Die Erweiterung ermöglicht einem fünften Spieler (als Gottheit der Skaven-Rasse), am Spiel teilzunehmen. Außerdem enthält die Erweiterung weitere Spielkarten für den Alte-Welt-Stapel.

## Rezeption
Das Grundspiel wurde positiv aufgenommen. Die Website Spieletest.at schrieb: „Für Fans der Warhammer-Welt sicherlich ein Muss, aber auch alle Anderen sollten diesem Spiel einen ausgiebigen Blick gönnen.“ Auf Spielkult.de war zu lesen, das Spiel scheine „eher eine Hommage an die Fangemeinde des Warhammer-Universums [zu sein] denn ein Strategiespiel auch für Otto Normalverbraucher“. Die Website Brückenkopf schrieb, das Spiel besitze einen „hohe[n] Wieder-Spielwert“ und richte sich „auch an Gelegenheitsspieler“, sei allerdings „nicht als Familienspiel geeignet“.